# Ernie Lively
Ernest Wilson Brown (Baltimore; 29 de enero de 1947-Los Ángeles; 3 de junio de 2021), más conocido como Ernie Lively, fue un actor y director de cine estadounidense.
Era el padre de los también actores Blake Lively y Eric Lively.

## Filmografía
- The Dukes of Hazzard (1980; 3 episodios)
- It's My Turn (1980)
- Drop-Out Father (1982)
- Secret Admirer (1985)
- Misfits of Science (1985)
- Badge of the Assassin (1985)
- The Children of Times Square (1986)
- Fuzz Bucket (1986)
- Wisdom (1986)
- Warm Hearts, Cold Feet (1987)
- Convicted: A Mother's Story (1987) (TV)
- Hollywood-Monster (1987)
- In the Mood (1987)
- Into the Homeland (1987) (TV)
- The Tracker (1988) (TV)
- Scandal in a Small Town (1988) (TV)
- The Secret Life of Kathy McCormick (1988) (TV)
- Turner & Hooch (1989)
- An Innocent Man (1989)
- Shocker (1989)
- Hard to Kill (1990)
- Follow Your Heart (1990)
- Voices Within: The Lives of Truddi Chase (1990) (TV)
- The Knife and Gun Club (1990) (TV)
- Air America (1990)
- The Less Than Perfect Daughter (1991) (TV)
- For the Very First Time (1991) (TV)
- Showdown in Little Tokyo (1991)
- The Man in the Moon (1991)
- Past Midnight (1992)
- Stop!Or My Mom Will Shoot (1992)
- Breaking the Silence (1992) (TV)
- Sleepwalkers (1992)
- Passenger 57 (1992)
- Overkill: The Aileen Wuornos Story (1992) (TV)
- The Beverly Hillbillies (1993)
- The X-Files (1995)
- My Family (1995)
- Malibu Shores (1996) (TV)
- Mulholland Falls (1996)
- Senseless (1998)
- The Legend of Cryin' Ryan (1998)
- Goodbye Lover (1998)
- Balloon Farm (1999)
- The Thirteenth Floor (1999)
- American Pie 2 (2001)
- The Sisterhood of the Traveling Pants (2005)
- The Darwin Awards (2006)
- Simon Says (2006)
- The Sisterhood of the Traveling Pants 2 (2008)